# Хьюз, Моррис
Моррис «Расти» Нельсон Хьюз-младший (англ. Morris «Rusty» Nelson Hughes Jr.; 2 сентября 1945, Гумбольдт, Небраска — 9 января 2016, Нейплс, Флорида, США) — американский дипломат, посол США в Бурунди (1996—1999).

## Биография
Моррис Хьюз-младший родился 2 сентября 1945 года в семье дипломата Морриса Нельсона Хьюза-старшего (1901—1987), занимавшего должность временного поверенного в делах США в Тунисе. Хьюз окончил школу Лумиса в 1963 году, Университет Небраски-Линкольна в 1967 году по специальности «политология» и Университет Джорджа Вашингтона в 1970 году, где учился на факультете международных отношений. С 1967 по 1969 год он служил командиром взвода морской пехоты США во Вьетнаме, где получил два «Пурпурных Сердца», Бронзовую звезду и Похвальную медаль Военно-Морского Флота.

### Карьера
Моррис Хьюз поступил на работу в Государственный департамент в 1970 году в качестве профессионального сотрудника дипломатической службы. Занимал ряд дипломатических должностей в Камеруне, Франции, Бельгии, СССР и Мексике, а также работал в Управлении кадров, Управлении по делам Европы и Евразии, Управлении по делам Ближнего Востока и Южной Азии и в Исполнительном секретариате Государственного департамента США. Кроме того, Хьюз в течение года работал в качестве дипломата-резидента в Тулейнском университете в Новом Орлеане, штат Луизиана.
1976—1978, 1983—1985 годы — Хьюз работал в посольстве США в Москве.
С июня 1996 по май 1999 года Хьюз занимал должность Чрезвычайного и Полномочного Посла США в Бурунди.
2002—2005 годы — генеральный консул, главное должностное лицо в консульстве США в Санкт-Петербурге.
После выхода на пенсию в 2005 году со старшим рангом советника-посланника Хьюз работал в Управлении генерального инспектора, инспектируя посольства и консульства США в Сенегале, Мексике, Китае, Ираке и Афганистане.

### Смерть
Моррис Хьюз скончался 9 января 2016 года в Нейплсе, штат Флорида, после долгой борьбы с раком. Был похоронен на Арлингтонском национальном кладбище.

### Личная жизнь
Хьюз был женат на Бетти де Лонг Хьюз, имел пятерых детей — Гая и Кэсси, и троих приёмных, Джеймса, Джоанну и Джейсона. Владел английским, русским, французским и испанским языками.